# Minnie the Minx
 (novembre 2020).
Si vous disposez d'ouvrages ou d'articles de référence ou si vous connaissez des sites web de qualité traitant du thème abordé ici, merci de compléter l'article en donnant les références utiles à sa vérifiabilité et en les liant à la section « Notes et références ».

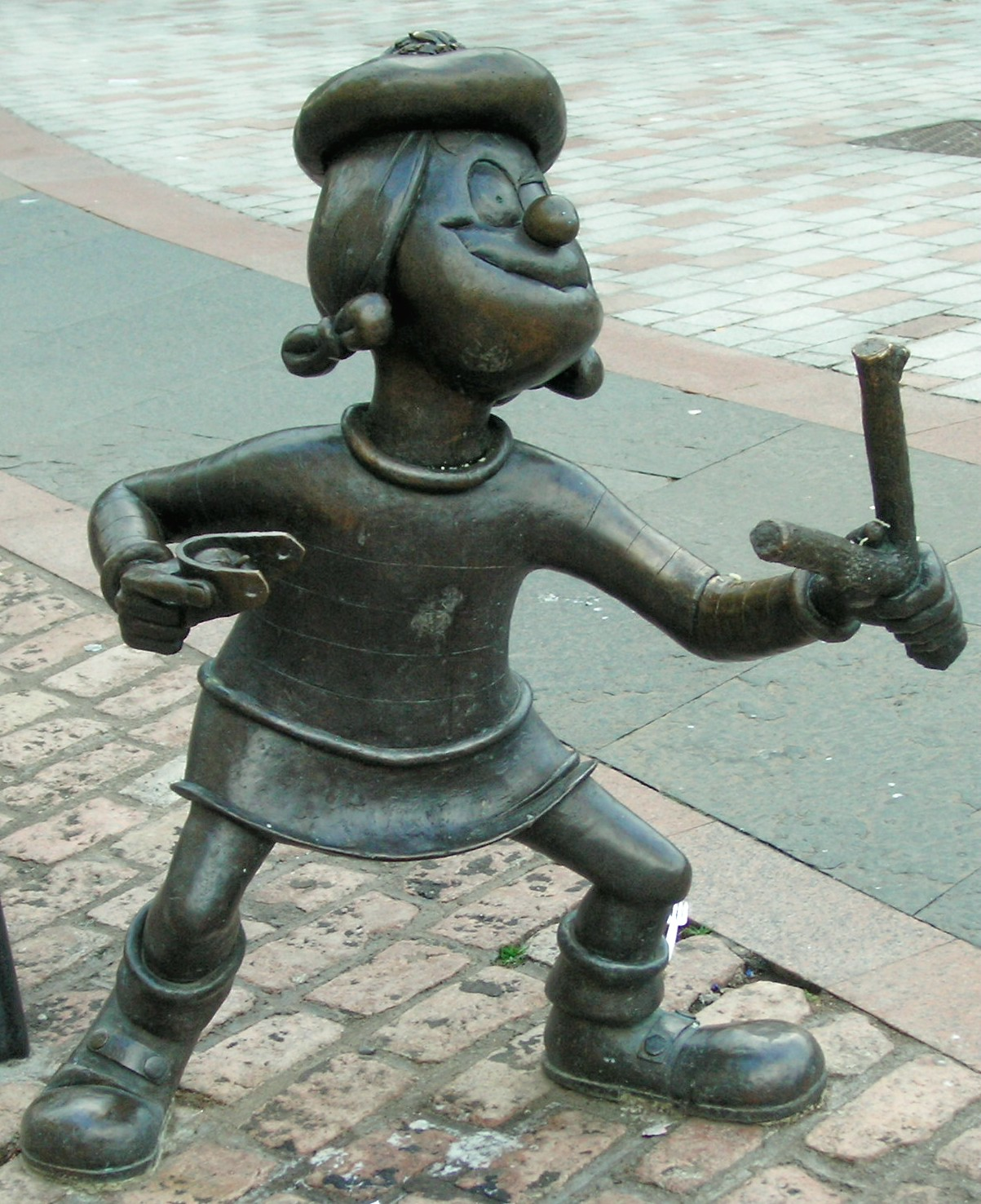
Statue de Minnie dans la ville écossaise de Dundee (2006).

Minnie the Minx (littéralement : « Minnie la friponne ») est une série de bande dessinée créée par l'auteur britannique Leo Baxendale. Elle est publiée dans l'hebdomadaire pour enfants The Beano depuis le 19 décembre 1953. Après le départ de Baxendale en 1962, la série a été animée par Jim Petrie (1962-2001), Tom Paterson (2001-2008) et Ken Harrison (2008-).